# Ленглі-Парк (Меріленд)
Ленглі-Парк (англ. Langley Park) — переписна місцевість (CDP) в США, в окрузі Графство принца Георга штату Меріленд. Населення — 20 126 осіб (2020).

## Географія
Ленглі-Парк розташоване за координатами 38°59′22″ пн. ш. 76°58′51″ зх. д. / 38.98944° пн. ш. 76.98083° зх. д. (38.989570, -76.980784).  За даними Бюро перепису населення США в 2010 році переписна місцевість мала площу 2,58 км², з яких 2,58 км² — суходіл та 0,00 км² — водойми.

## Демографія
Згідно з переписом 2010 року, у переписній місцевості мешкало 18 755 осіб у 5082 домогосподарствах у складі 3375 родин. Густота населення становила 7283 особи/км².  Було 5367 помешкань (2084/км²).
Расовий склад населення:
| - 26,0 % — білих - 16,4 % — чорних або афроамериканців - 2,9 % — азіатів - 2,6 % — корінних американців - 0,5 % — вихідців з тихоокеанських островів - 43,6 % — осіб інших рас |

До двох чи більше рас належало 7,9 %. Частка іспаномовних становила 76,6 % від усіх жителів.
За віковим діапазоном населення розподілялося таким чином: 21,7 % — особи молодші 18 років, 74,4 % — особи у віці 18—64 років, 3,9 % — особи у віці 65 років та старші. Медіана віку мешканця становила 29,4 року. На 100 осіб жіночої статі у переписній місцевості припадало 152,1 чоловіків;  на 100 жінок у віці від 18 років та старших — 166,8 чоловіків також старших 18 років.
Середній дохід на одне домашнє господарство  становив 64 297 доларів США (медіана — 56 875), а середній дохід на одну сім'ю — 59 242 долари (медіана — 51 223). Медіана доходів становила 29 386 доларів для чоловіків та 25 599 доларів для жінок. За межею бідності перебувало 16,6 % осіб, у тому числі 20,8 % дітей у віці до 18 років та 2,2 % осіб у віці 65 років та старших.
Цивільне працевлаштоване населення становило 12 501 осіб. Основні галузі зайнятості: будівництво — 39,7 %, науковці, спеціалісти, менеджери — 19,2 %, освіта, охорона здоров'я та соціальна допомога — 8,7 %, мистецтво, розваги та відпочинок — 8,2 %.